# Nemesis carchariaeglauci
Nemesis carchariaeglauci är en kräftdjursart. Nemesis carchariaeglauci ingår i släktet Nemesis och familjen Eudactylinidae. Inga underarter finns listade i Catalogue of Life.